# David Weir
David Weir, född 10 maj 1970, är en skotsk före detta fotbollsspelare som numera arbetar som tränare. Under sin spelarkarriär spelade han mittback för bland annat Everton och Rangers. Han gjorde även 69 matcher för Skottlands landslag. Han har även spelat för Falkirk FC och Heart of Midlothian FC.